# 三鶯部落
三鶯部落是位於中華民國新北市的阿美族部落，形成於1980年代。舊部落位於新北市三峽區三鶯大橋下大漢溪河灘高地，全盛時期有140戶，以阿美族人為主。2018年遷入三峽區國立臺北大學西側附近的三峽原住民文化部落，建立新的三鶯部落社區，舊三鶯部落則於2018年年中拆除。

## 歷史
三鶯部落是臺北都會區都市邊緣的原住民部落之一，位於橫跨大漢溪的三鶯大橋下，處於三峽區與鶯歌區交界處。居民多為阿美族人，通行阿美語和漢語。原址曾有平房為漢人所居，1984年海山煤礦災變，許多族人輾轉遷徙至大漢溪河灘高地，自力造屋維生，遂形成一個都市邊緣的原住民部落。成年人口多以打零工、種菜維生，老邁的族人大部分原為海山礦坑的原住民勞動者。馬躍·比吼的記錄片《我家門前有大河》揭開三鶯部落的感受，在那裡居民的成長過程中被學校、工作乃至於社會，所受到來自漢族各式各樣種族歧視及差別待遇，但三鶯部落的小屋，總能給予她們族人最有力的支持。
拆除•抗爭•安置
因被劃入大漢溪行水區內，而屢被台北縣政府（現已升格為新北市）強力取締。1994年9月，政府依台北第三期防洪整治為由，通知大漢溪沿岸的違建戶搬遷，三鶯部落成為拆遷對象之一。自1994到1996年間，台北縣政府進行強制拆除，多達4次以上。之前的臺北縣政府歷年來多次拆除房舍迫使族人遷移，但高壓迫遷政策無法解決族人的居住、營生問題，三鶯部落履遭拆除，因住民關係以親戚為主，在多次拆除後，即又協力分工原地重建。
2000年臺北縣政府原住民行政局成立後，夷將·拔路兒出任首任局長；要求溪洲部落原住民搬遷到三鶯部落。北縣政府遂於2002年12月規劃興建「三峽隆恩埔段原住民短期安置所」（又稱三峽原住民文化部落）案，興建原住民國宅。2005年起造，2007年10月完工，共150間，除了安置三鶯部落之外，也包含小碧潭、溪洲部落、青潭部落等。由於2007年夷將·拔路兒擔任行政院原民會主委，改口要北縣府重新檢討河川線，不該讓溪洲部落遷移；因而新店溪旁的溪洲部落只有2戶入住隆恩埔國宅，40戶拒絕入住，並積極爭取就地安家。完工之三鶯橋下有23戶遷入，9戶拒絕。而隆恩埔國宅遷入資格必須符合中低收入戶資格，若具低收入戶資格取得租金補助需搬離，此類社會住宅的思維，忽略住宅衍生的心理與社會需求，忽視部落居民經由「歸屬」與「認同」而發展的社區意識。
2008年在縣長周鍚瑋主政下密集強迫遷移，因此外圍社運人士的積極協助與加入抗爭，三鶯部落跳脫以往模式，成立自救會與政府協商，並積極呼籲社會團體聲援弱勢，擴大動員網絡。抗爭使得政府從無任何安置措施轉變為有爭議的國宅安置，隨著三鶯部落議題能見度的提升，政府不再堅持隆恩埔國宅為唯一方案，進而有「易地安置、重建部落」等方案。
2008年12月19日，導演侯孝賢在台北賓館前落髮聲援三鶯部落，呼籲馬英九政府不要經濟掛帥，「要有一顆柔軟的心，尊重原住民自有的生存方式」，並與原住民族人高喊：「馬總統請把我們當人看。」
2008年，夷將·拔路兒依過去台灣的漢民族支持原運的經驗，對聲援三鶯部落提出二點基本原則：
1. 支持者應排除漢人的價值觀來支持原運，確保原住民的主體詮釋權。
2. 支持者在經濟支援方面應該是毫無條件的，避免因財務依賴，導致自主性的喪失。

因應異地重建之需求，非營利組織「專業者都市改革組織」後續與部落共同向新北市政府提出「333模式」之方案，即部落建設經費之三分之一由族人自籌、三分之一由族人跟銀行貸款、三分之一由政府出資。興建完成後，地上物家屋的產權屬於部落的協會法人所有，族人再由個人名義向部落承租。之後，部落與國產署簽約，承租三峽臺北大學校區旁一塊面積3.4公頃的土地，作為新部落「三峽原住民族生活文化園區」。2016年6月，舉行動工典禮，時任市長朱立倫也前往參與。

## 特色與其他
- 三鶯部落的領導人被稱為「頭目」，為投票民選，選拔的時間並非固定，自從自救會成立就一直由頭目林光福（原住民名為卡造）帶領，任期為終身制，除非頭目辭職或其他要事不會重選。[10]
- 三鶯部落分工主要按著阿美族在原鄉的習慣而來， 頭目的工作為裁示部落大小事，其下設有活動組、工務組、炊事組、秘書處來協助工作，定期舉辦「自救會會員大會」（部落大會）來討論事情或分配工作。傳統阿美族的「部落會議」僅限男性參加，但三鶯部落中強調男女平等，只要成年者皆可參與「自救會會員大會」。
- 和碩科技董事長童子賢曾在2015年捐款新臺幣30,000,000元予三鶯部落、溪洲部落，減輕其財務負擔。[1]

## 外部連結
- YouTube上的PTS 台灣公共電視《紀錄觀點_我家門前有大河 》
- YouTube上的PTS 台灣公共電視《2014公視紀錄觀點~~我家門前有大河~~三峽三鶯部落  》
- PTS 台灣公共電視《我的家庭，不只可愛》（页面存档备份，存于）
- 三鶯部落自救會（页面存档备份，存于）
- 都市部落後援會（页面存档备份，存于）
- 三鶯部落位置圖（页面存档备份，存于）
- 《三峽煤礦興衰史 》
- 海山煤礦災變
- 《馬躍．比吼【做自己的主人】》（页面存档备份，存于）